# Couratari oligantha
Couratari oligantha  é uma espécie de planta lenhosa da família Lecythidaceae.
Pode ser encontrada no Brasil, na região norte (Amazonas, Amapá, Rondônia) em Floresta de Terra Firme. Também ocorre na Colômbia e Guiana.
As árvores podem crescer até 30m de altura. Suas flores apresentam pétalas de coloração rosa. Os frutos são do tipo pixídios, lenhoso com opérculo e as sementes são oblongas.